# Einladung zum Tanz
Einladung zum Tanz ist ein US-amerikanischer Tanzfilm aus dem Jahre 1956 von und mit Gene Kelly. Kelly stellt die Geschichte eines Zirkusclowns, eines Marinesoldaten und des Seefahrers Sindbad tänzerisch dar.

## Handlung
Der Film ist ein Episodenfilm aus drei Teilen. In allen drei Teilen steht der Tanz im Mittelpunkt des Geschehens. Es gibt in diesem Film keinen einzigen gesprochenen Dialog, lediglich vor jeder Episode gibt Gene Kelly als Moderator eine Einführung. In der ersten Episode mit dem Titel Zirkus spielt Gene Kelly einen Clown, der eine Primaballerina liebt. Die zweite Episode heißt Ringaround the Rosy und hier spielt Gene Kelly einen Marinesoldaten, der den Weg eines Armbandes verfolgt, das ständig seinen Besitzer wechselt. In der dritten Episode spielt er dann Sindbad, den Seefahrer, der eine Wunderlampe gefunden hat. Diese Geschichte wird als ein Mix aus Real- und Animationsfilm erzählt.

## Hintergrund
Der Animationsteil aus der Episode Sindbad, der Seefahrer wurde von Joseph Barbera und William Hanna hergestellt. Es wurde für diesen Teil die Musik Scheherazade von Rimski-Korsakow ausgewählt.

## Kritiken
„Die sehr ehrgeizige und aufwendige, oft bezaubernde, stellenweise prätentiöse Produktion, erste Alleinregie Gene Kellys, hat ihren Höhepunkt in der dritten Episode.“

## Auszeichnungen
Der Film nahm am Wettbewerb der Berlinale 1956 teil und gewann den Goldenen Bären.